# Çeşməli (Tovuz)
Çeşməli è un comune dell'Azerbaigian situato nel distretto di Tovuz. Conta una popolazione di 849 abitanti.